# Lulzim Basha

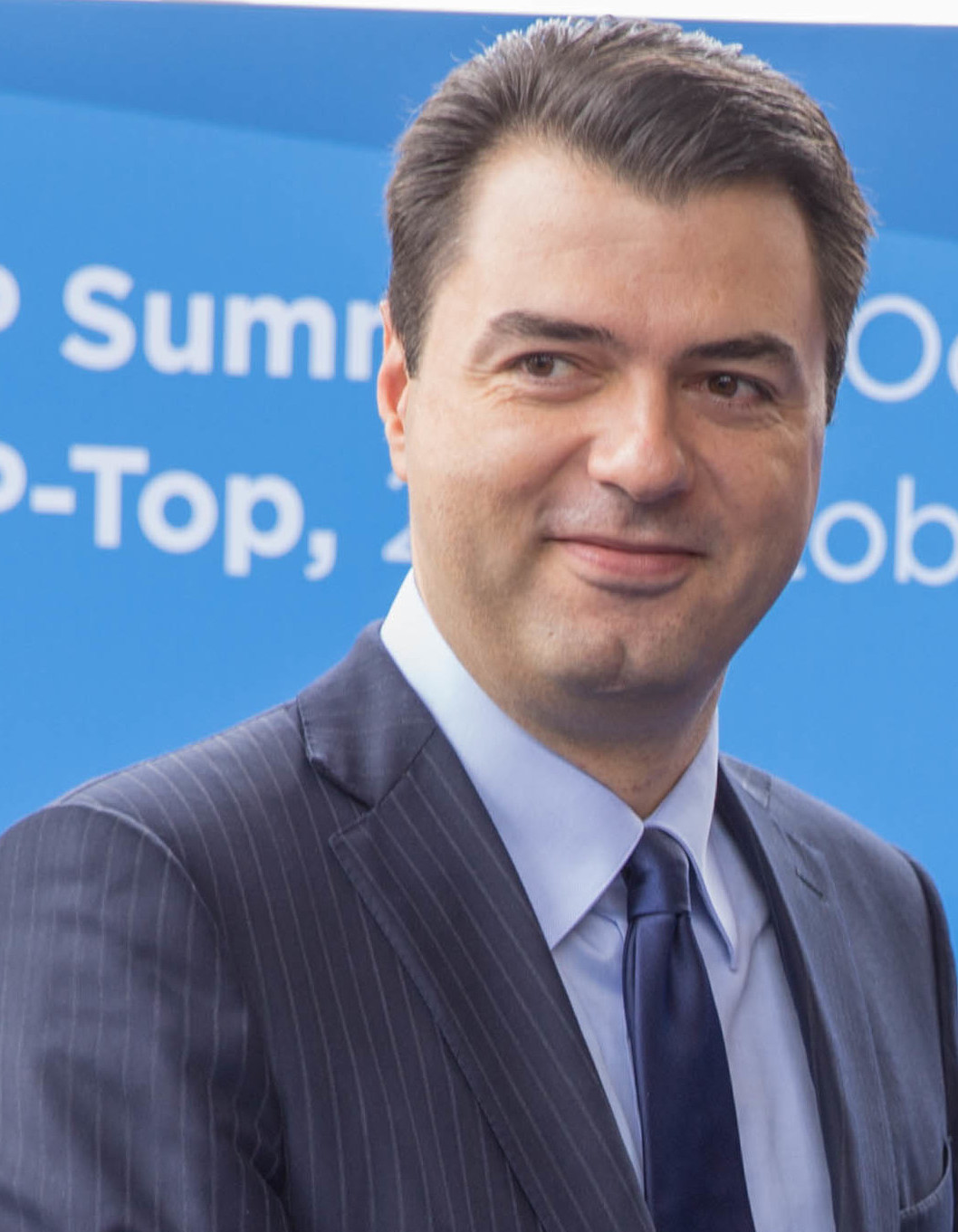
Lulzim Basha in 2016

Lulzim Basha ([lulzim baʃa]) (Tirana, 12 juni 1974) is een Albanees politicus voor de Democratische Partij van Albanië. Hij was de oppositieleider in het Albanese parlement en voormalig burgemeester van Tirana.
Lulzim Basha studeerde rechtsgeleerdheid aan de Nederlandse Universiteit Utrecht, waar hij kennis van het Nederlands verwierf.
Basha was tussen 2007 en 2009 minister van Buitenlandse Zaken in de regering-Berisha en vervolgens tot 2011 minister van Binnenlandse Zaken, eveneens onder Berisha.
Basha was tussen 2013 en 2024 voorzitter van de Democratische Partij (PD) en was van 2011 tot en met 2015 de burgemeester van de hoofdstad Tirana, waar hij bij de gemeenteraadsverkiezingen van 2011 zittend burgemeester van de Socialistische Partij van Albanië (PS) en toenmalig oppositieleider Edi Rama – later premier van Albanië – versloeg. Na de zware nederlaag van zijn uittredende partijgenoot Sali Berisha bij de parlementsverkiezingen van 2013 werd Basha verkozen als de nieuwe voorzitter van zijn partij. In de jaren van zijn leiderschap zat de partij altijd in de oppositie en toen Berisha probeerde terug te keren aan het hoofd, ontstond een jarenlange strijd tussen beide mannen. Uiteindelijk besliste een rechtbank in juni 2024, dat Berisha de rechtmatige partijleider was.
- Gemeinsame Normdatei: 1015762271
- International Standard Name Identifier: 0000 0001 4067 6556
- Virtual International Authority File: 187305366